# Surtees Racing Organisation
Die Surtees Racing Organisation (zeitweise: TS Research and Developments Ltd.) war ein von John Surtees gegründeter britischer Hersteller von Rennwagen, der in den 1960er- und 1970er-Jahren Wettbewerbsfahrzeuge für die Formeln 1, 2 und 5000 produzierte. Verbunden damit war ein als Team Surtees bezeichneter Rennstall, der die eigenen Autos in diesen Klassen werksseitig einsetzte. Am längsten – von 1970 bis 1978 – war Surtees in der Formel 1 vertreten. Während das Team 1972 die Formel-2-Europameisterschaft gewann und in den ersten Jahren zu den besten Rennställen der Europäischen Formel-5000-Meisterschaft gehörte, erzielte Surtees in der Formel 1 nur wenige Erfolge.

## Geschichte

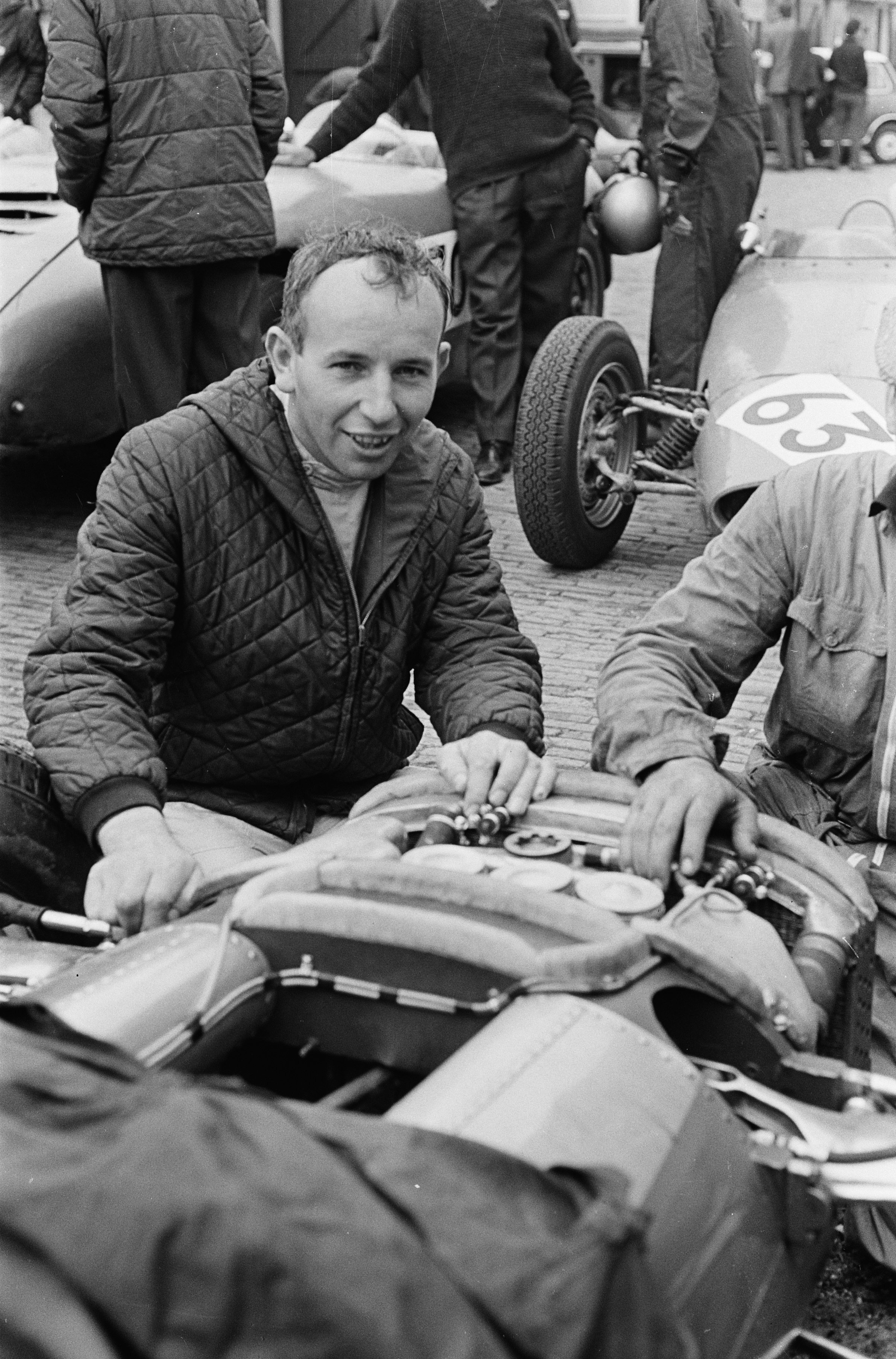
John Surtees

Gründer des Teams war der britische Rennfahrer John Surtees. Surtees hatte sieben Meistertitel im Motorradsport gewonnen, bevor er 1960 zum Automobilsport wechselte. Er fuhr in den folgenden zehn Jahren für Lotus, Ferrari, Cooper, Lola, Honda und BRM. Mit Ferrari gewann er 1964 die Formel-1-Weltmeisterschaft. Außerdem nahm Surtees regelmäßig an Sportwagenrennen teil. Seit 1966 unterhielt Surtees ein eigenes Sportwagenteam, mit dem er in der nordamerikanischen CanAm-Serie antrat. Im ersten Jahr gewann Surtees mit seinem Team und einem werksunterstützten Lola T70 die CanAm-Meisterschaft. Dieses Sportwagenteam wurde zur Grundlage für Surtees’ Entwicklung zu einem eigenständigen Konstrukteur.
John Surtees galt schon während seiner Zeit als aktiver Rennfahrer als technikaffin. Er brachte sich bei seinen Teams stark in die Chassisentwicklung ein. Das galt für Cooper und Lola, vor allem aber für Honda, dessen RA300 von Surtees in vielen Details beeinflusst wurde.
Ungeachtet dessen wurde John Surtees lediglich „durch Zufall“ zum eigenständigen Rennwagenkonstrukteur: Ende 1968 vermittelte Surtees zwischen dem britischen Designer Len Terry und dem amerikanischen Schauspieler James Garner, der in den USA ein Formel-5000- (bzw. Formel-A-) Team mit der Bezeichnung American International Racing (AIR) aufbauen wollte. Garner wollte zwei von Len Terry konstruierte Chassis übernehmen und sie 1969 in den USA mit einem Motor von AMC für die Piloten David Hobbs und Scooter Patrick an den Start bringen. Parallel dazu sollte das britische Team Surtees zwei weitere Chassis in der Europäischen Formel-5000-Meisterschaft melden. Das US-amerikanische Projekt verzögerte sich zunächst durch ausbleibende Motorenlieferungen von AMC. Als dann die ersten Chassis im April 1969 in Riverside getestet wurden, erlitten beide einen Aufhängungsbruch. Garner, dessen Budget zu diesem Zeitpunkt bereits erschöpft war, gab daraufhin das Formel-5000-Projekt vollständig auf. John Surtees, der zu dieser Zeit ein Werkscockpit für BRM in der Formel 1 hatte, übernahm alle Formel-5000-Autos, die die Bezeichnung TS5 erhielten, und führte das Projekt mit dem Team Surtees alleine fort. Nach einigen Änderungen entwickelte sich der TS5 zu einem der besten Fahrzeuge der Europäischen Formel-5000-Meisterschaft 1969, sodass die Surtees-Piloten David Hobbs und Trevor Taylor um den Titel kämpfen konnten.
Aus diesem Projekt entwickelte sich Surtees’ Formel-1-Programm, das 1970 mit dem TS7 begann. Anders als in der Formel 5000, nahm John Surtees von 1970 bis 1972 regelmäßig mit eigenen Autos an der Formel-1-Weltmeisterschaft teil. 1971 ergänzte er sein Team mit Mike Hailwood, der wie er seine Rennfahrerkarriere im Motorradsport begonnen hatte. Mit Hailwood kam auch dessen Manager Rob Walker zu Surtees, der sein traditionsreiches Privatteam Rob Walker Racing Ende 1970 nach eineinhalb Jahrzehnten eingestellt hatte. Walker brachte seine Sponsoren, darunter die Teemarke Brooke Bond Oxo, zu Surtees, und in den folgenden zwei Jahren meldete sich der Rennstall gelegentlich als Rob Walker Team Surtees. Ab 1973 konzentrierte sich John Surtees auf das Management und die Konstruktion von Rennwagen. In dieser Zeit wurde die Formel 1 zum zentralen Standbein des Unternehmens. Das Formel-5000-Engagement wurde Ende 1972 eingestellt, und die als Ersatz aufgenommene Produktion von Formel-2-Fahrzeugen brachte ungeachtet sportlicher Erfolge keinen Gewinn. Damit begann auch der sportliche Niedergang von Surtees. Er wurde durch das Formel-1-Modell TS14 eingeleitet, das nicht konkurrenzfähig war, wegen schwacher Finanzen aber mehr als eine Saison ohne wesentliche Veränderungen eingesetzt werden musste.
In der Formel 1 fuhren in acht Jahren 40 Fahrer für das Surtees-Werksteam. Viele von ihnen waren Paydriver, die Surtees vor allem wegen der finanziellen Unterstützung durch ihre Sponsoren verpflichtete. Zu den Surtees-Piloten gehörten Alan Jones, Rolf Stommelen, Mike Hailwood, Jochen Mass und Helmut Koinigg. Letzterer verunglückte beim Großen Preis der USA in Watkins Glen 1974 tödlich; es war der einzige tödliche Unfall in einem Surtees. 1978 wurde der Rennstall, trotz eines bereits fertiggestellten Wagen für die kommende Saison, wegen finanzieller Schwierigkeiten aufgelöst.

## Rennwagenkonstrukteur
Seit Mitte der 1960er-Jahre unterhielt Surtees in Slough eine Werkstatt, die später in die Gemeinde Edenbridge in der Grafschaft Kent verlegt wurde. In ihr entstanden seit Ende des Jahrzehnts alle von Surtees konstruierten Rennwagen. Die Produktion begann 1968 mit einem Formel-5000-Fahrzeug, dessen Konstruktion Surtees von Len Terry übernommen hatte. In den folgenden zehn Jahren entstanden etwa 80 Chassis für die Formeln 5000, 1 und 2. In den ersten Jahren waren John Surtees, Peter Connew und Shahab Ahmed die verantwortlichen Konstrukteure. Connew trennte sich allerdings Ende 1971 im Streit von Surtees und legte ein eigenes Formel-1-Projekt auf, das kurzlebig war und zu „den größten Flops der Formel-1-Geschichte“ gehörte. Beginnend mit dem TS14 verantwortete Surtees die Chassis zunächst allein, später kamen wechselnde Ingenieure hinzu, die vor allem beratend tätig waren.
Surtees gab seinen Konstruktionen fortlaufende Modellbezeichnungen, die keinen Hinweis auf die Rennklasse enthielten, für die sie bestimmt waren. Die Zählung begann bei dem Modell TS5 und setzte sich bis zum TS20 fort. Modelle mit den Bezeichnungen TS1 bis TS4 gab es nicht. Zuvor hatte Surtees allerdings vier Motorradchassis entworfen, die als JS1 bis JS4 bezeichnet wurden. Nicht realisiert wurden die Projekte TS6 und TS17 (Formel-5000-Modelle) sowie TS12 (Rennsportwagen). Ein TS21 für die Formel-1-Saison 1979 war Ende 1978 fertig konstruiert, allerdings fertigte das Team nur noch einzelne Komponenten; das Auto wurde nicht mehr komplett aufgebaut.
| Rennwagen der Surtees Racing Organisation | Rennwagen der Surtees Racing Organisation | Rennwagen der Surtees Racing Organisation | Rennwagen der Surtees Racing Organisation | Rennwagen der Surtees Racing Organisation |
| Klasse                                    | Typ                                       | Baujahr                                   | Stückzahl                                 | Gesamt                                    |
| ----------------------------------------- | ----------------------------------------- | ----------------------------------------- | ----------------------------------------- | ----------------------------------------- |
| Formel 5000                               | Surtees TS5                               | 1969                                      | 7                                         | 30                                        |
| Formel 5000                               | Surtees TS5A                              | 1970                                      | 10                                        | 30                                        |
| Formel 5000                               | Surtees TS8                               | 1971                                      | 9                                         | 30                                        |
| Formel 5000                               | Surtees TS11                              | 1972                                      | 4                                         | 30                                        |
| Formel 1                                  | Surtees TS7                               | 1970                                      | 2                                         | 28                                        |
| Formel 1                                  | Surtees TS9                               | 1971                                      | 6                                         | 28                                        |
| Formel 1                                  | Surtees TS14                              | 1972                                      | 5                                         | 28                                        |
| Formel 1                                  | Surtees TS16                              | 1974                                      | 5                                         | 28                                        |
| Formel 1                                  | Surtees TS19                              | 1976                                      | 7                                         | 28                                        |
| Formel 1                                  | Surtees TS20                              | 1978                                      | 3                                         | 28                                        |
| Formel 2                                  | Surtees TS10                              | 1972                                      | 7                                         | ca. 12                                    |
| Formel 2                                  | Surtees TS15                              | 1973                                      | 5                                         | ca. 12                                    |

## Team Surtees – Das Werksteam

### Team Surtees in der Formel 5000
Der Rennwagenkonstrukteur Surtees hatte seinen Ursprung in der Formel 5000. Bis 1972 konstruierte Surtees drei verschiedene Modelle für diese Klasse. Alle Typen wurden sowohl in der nordamerikanischen als auch in der Europäischen Formel 5000-Meisterschaft eingesetzt. In Nordamerika war Surtees bis 1970 und in Europa bis 1971 mit einem Werksteam vertreten; daneben wurden die Autos regelmäßig an Kunden verkauft. Mit Ablauf des Jahres 1972 beendete Surtees das Formel-5000-Engagement. Seine Autos waren aber noch bis 1973 (USA) bzw. 1974 (Europa) bei Kunden im Einsatz.

#### Europäische Meisterschaft

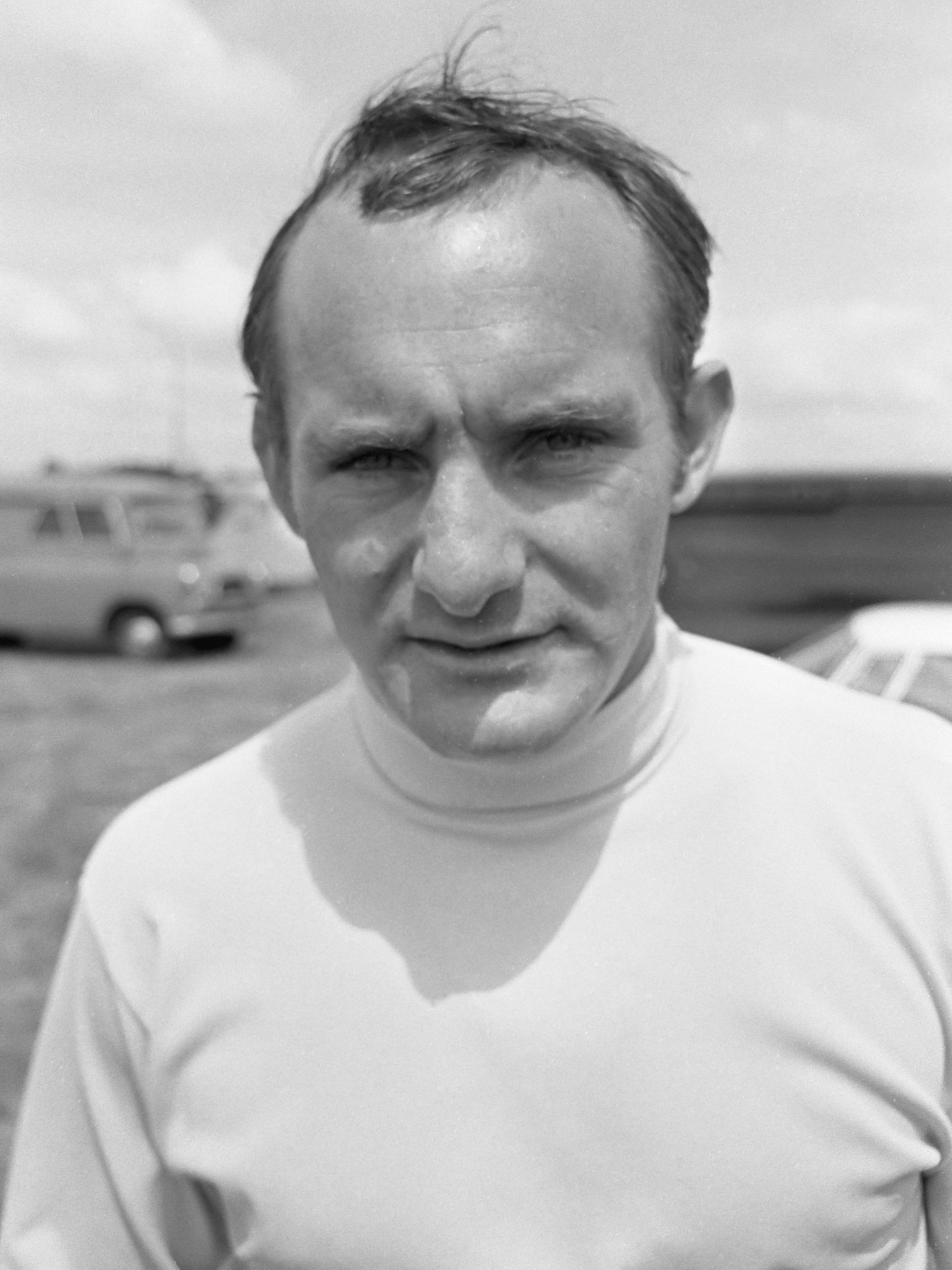
1971 Europäischer Vizemeister mit Surtees: Mike Hailwood

Das Team Surtees debütierte werksseitig beim ersten Rennen der Europäischen Formel-5000-Meisterschaft 1969. Der Surtees TS5 war eines der besten Fahrzeuge der Saison. Siegen konnte das Team Surtees allerdings nur bei Rennen, zu denen der dominierende Peter Gethin, der einen werksunterstützten McLaren M10 des Church Farm Racing fuhr, wegen anderweitiger Verpflichtungen nicht antrat. Bei direkten Aufeinandertreffen hingegen gewann, wenn nicht beide Teams technische Probleme hatten, regelmäßig Gethin. Der Surtees-Werkspilot Trevor Taylor gewann auf diese Weise vier der insgesamt zwölf Rennen des Jahres, sein Teamkollege David Hobbs gewann eines. Im Herbst 1969 gab Surtees das werksseitige Engagement in der europäischen Serie vorübergehend auf; die Wagen wurden von Elite Racing übernommen, das weiterhin Trevor Taylor als Fahrer meldete. Taylor beendete die Saison 1969 als Zweiter.
In der Saison 1970 trat Surtees wieder mit einem Werksteam in der Europäischen Meisterschaft an. Fahrer waren erneut Trevor Taylor und David Hobbs. Die Erfolge waren allerdings geringer als in der Debütsaison. Einerseits brachte der nur leicht überarbeitete Surtees TS5A keine Verbesserungen; andererseits waren die Kapazitäten des Unternehmens durch die Entwicklung eines Formel-1-Autos stark beansprucht, das im Mai 1970 debütierte. In der Formel 5000 konnte sich Surtees gegen die dominierenden Chassis von McLaren und Lola nicht durchsetzen. Taylor gewann nur eines der insgesamt 20 Rennen der Saison, Hobbs keines. Taylor belegte am Jahresende mit 33 Punkten Rang sieben der Fahrerwertung, Hobbs, der vorrangig in den USA engagiert war, hatte nur zwei Punkte eingefahren und war Neunzehnter.
In der Saison 1971 erhielt Surtees Konkurrenz durch Lola Cars, die jetzt ihrerseits ein Werksteam unterhielten. Lola trat mit Frank Gardner an, der fünf von 17 Rennen gewann. Für das Surtees-Werksteam, das nun den neu entwickelten TS8 einsetzte, fuhr der ehemalige Motorradweltmeister Mike Hailwood. Er siegte bei drei Rennen. Gardner gewann in diesem Jahr den Meistertitel, Hailwood wurde Zweiter.
Ab 1972 nahm Surtees nicht mehr werksseitig an der Europäischen Meisterschaft teil. Der für dieses Jahr neu entwickelte TS11 ging in Europa exklusiv an das von Jack Epstein organisierte Team Speed International Racing, das den Wagen für den Niederländer Gijs van Lennep einsetzte. Lennep gewann zwar nur zwei Rennen, wurde aber viermal Zweiter und dreimal Dritter und konnte so mehr Meisterschaftspunkte einfahren als sein Konkurrent Graham McRae, der mit seinem selbst konstruierten Rennwagen vom Typ Leda viermal siegte. Lennep gewann im Kunden-Surtees die Meisterschaft 1972. In den folgenden Jahren spielte Surtees keine Rolle mehr in der Europäischen Formel 5000.

#### Amerikanische Meisterschaft

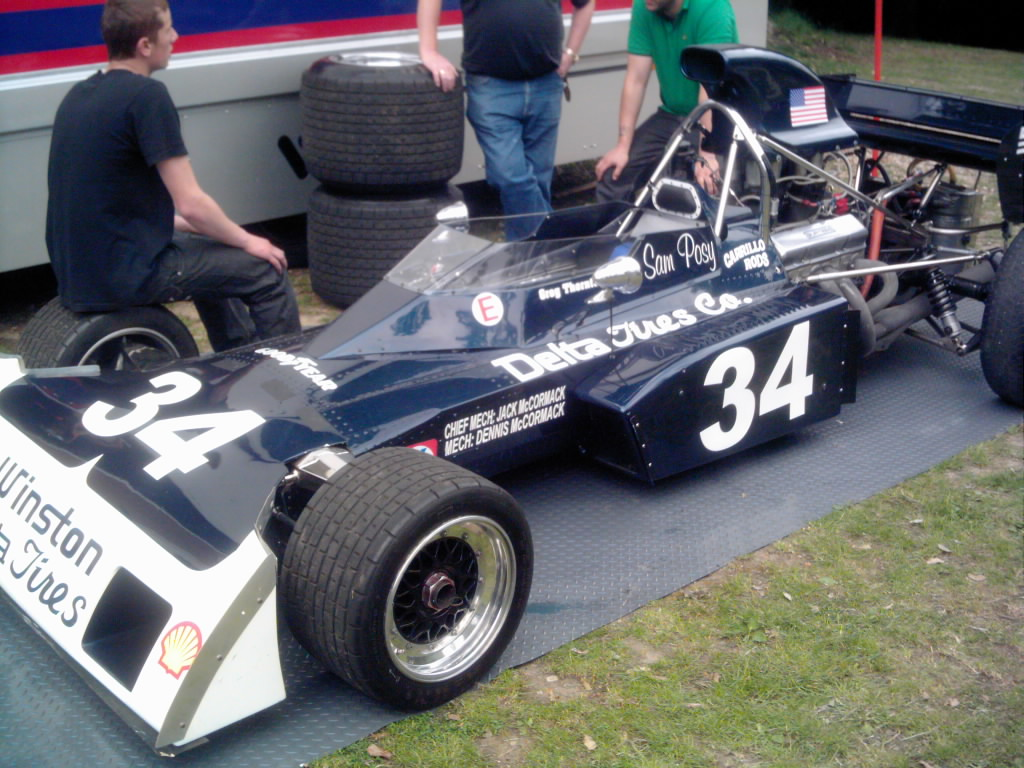
Sam Poseys Surtees TS11 mit Chevrolet-V8-Motor (1972)

Neben der Europäischen war auch die Amerikanische Formel-5000-Meisterschaft vorübergehend ein Standbein des Team Surtees. Nachdem sich der Rennstall in den ersten Monaten des Jahres 1969 zunächst in Europa etabliert hatte, erschienen David Hobbs und Andrea de Adamich, die in Europa für das Surtees-Werksteam fuhren, ab August 1969 mit ihren T5 auch bei einzelnen US-amerikanischen Meisterschaftsläufen. Anfänglich meldeten sie die Autos noch unter eigenem Namen. Hobbs wurde beim Schaefer Grand Prix in Lime Rock, seinem ersten nordamerikanischen Rennen im TS5, Zweiter. Danach folgten Siege beim Minnesota Grand Prix in Brainerd, beim Le Circuit Continental in Mont-Tremblant und beim Thompson Grand Prix auf dem Thompson Raceway. Beim letzten Saisonrennen in Sebring erfolgte die erste Nennung für das Surtees-Werksteam mit David Hobbs und Trevor Taylor. Hobbs gewann beide Läufe des Rennens und wurde als Gesamtsieger gewertet, Taylor wurde Neunter. In der Meisterschaft 1969 belegte Hobbs den zweiten Platz hinter Tony Adamowicz, der nur einen Punkt Vorsprung hatte.
1970 fuhren mehrere amerikanische Kundenteams mit TS5- bzw. T5A-Chassis, unter ihnen Fred Opert Racing mit John Gunn. Das Team Surtees trat erst ab dem sechsten Meisterschaftsrennen in Dallas werksseitig an. Fahrer war wiederum David Hobbs. Er gewann zwei der letzten acht Rennen der Saison und belegte am Ende mit 86 Punkten Platz drei der Meisterschaft hinter John Cannon und Gus Hutchinson.
Ab 1971 trat das Team Surtees nicht mehr werksseitig in der amerikanischen Serie an. Unterschiedliche private Teams nutzten allerdings weiter Surtees-Chassis. Sam Posey ging mit seinem Team Champ Car International bei jedem Rennen mit einem TS8 (1971) bzw. TS11 (1972) an den Start. In beiden Jahren wurde er Zweiter der Meisterschaft. Ab 1973 hatten Surtees-Chassis keine Bedeutung mehr für die amerikanische Meisterschaft. Nur noch wenige Fahrer meldeten zu einzelnen Rennen veraltete Surtees.

### Team Surtees in der Formel 1
Das Team Surtees trat von 1970 bis 1978 als Werksteam mit eigenen Autos in der Formel 1 an. Alle Wagen waren mit 3,0 Liter großen DFV-Achtzylindermotoren von Cosworth ausgestattet. Die Bezeichnungen, unter denen sich das Team meldete, banden zumeist den jeweiligen Hauptsponsor ein. Sie wechselten wiederholt, teilweise auch innerhalb einer Saison. Gelegentlich kam es vor, dass selbst die Fahrer des Werksteams zu einem Rennen unter abweichenden Bezeichnungen gemeldet wurden. 1972 beispielsweise erfolgte die Meldung Andrea de Adamichs für das Ceramica Pagnossin Team Surtees, während Mike Hailwood zur gleichen Zeit für das Brooke Bond Oxo Team Surtees und John Surtees für das Team Surtees antrat.

#### 1970

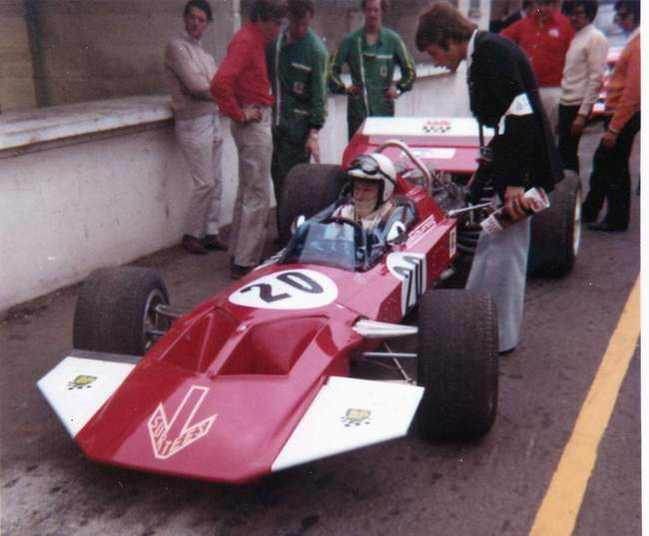
Surtees’ erstes Formel-1-Auto: TS7 von 1970

Das Team Surtees debütierte 1970 in der Formel 1. Zu den ersten vier Rennen wurde ein älteres Kundenauto von McLaren vom Typ M7C gemeldet. Sein bestes Ergebnis mit dem McLaren erreichte Surtees in den Niederlanden, wo er als Sechster ins Ziel kam.
Beim Großen Preis von Großbritannien erschien dann mit dem Surtees TS7 das erste eigene Auto des Teams. Surtees war nach Jack Brabham und Bruce McLaren der dritte Rennfahrer, der mit einem Auto seiner eigenen Marke an den Start ging. Der TS7 war ein „sehr schlichtes Auto“ ohne Innovationen. Das Chassis war ein Aluminium-Monocoque; das Gesamtgewicht betrug 553 kg. John Surtees fuhr das Auto bei sieben Großen Preisen selbst. Nach anfänglichen Schwierigkeiten entwickelte sich der TS7 zu einem Mittelfeldauto. Beim Großen Preis von Deutschland lag John Surtees im Rennen sicher auf dem dritten Platz, bevor vier Runden vor Schluss ein Motordefekt eintrat und Surtees das Rennen vorzeitig aufgeben musste. Auch in Österreich fiel Surtees, auf Platz sechs liegend, infolge eines Motordefekts vorzeitig aus. Einen ersten Erfolg erlebte das Team beim Oulton Park International Gold Cup im August 1970: Bei diesem Rennen, dessen Starterfeld überwiegend aus Formel-5000-Autos bestand, kam Surtees im TS7 vor Jackie Oliver im Werks-BRM auf Platz eins ins Ziel. Allerdings hatte das Rennen keinen Weltmeisterschaftsstatus, sodass der Sieg für die Meisterschaft keine Bedeutung hatte. Die ersten Weltmeisterschaftspunkte in seinem eigenen Auto fuhr Surtees beim Großen Preis von Kanada ein, den er als Fünfter beendete. Beim anschließenden Rennen in den USA erschien einmalig ein zweiter TS7 für Derek Bell, der im Rennen Sechster wurde und damit einen weiteren Punkt für das Team erzielte. Am Ende der ersten Saison belegte das Team Surtees Platz acht der Konstrukteurswertung.

#### 1971

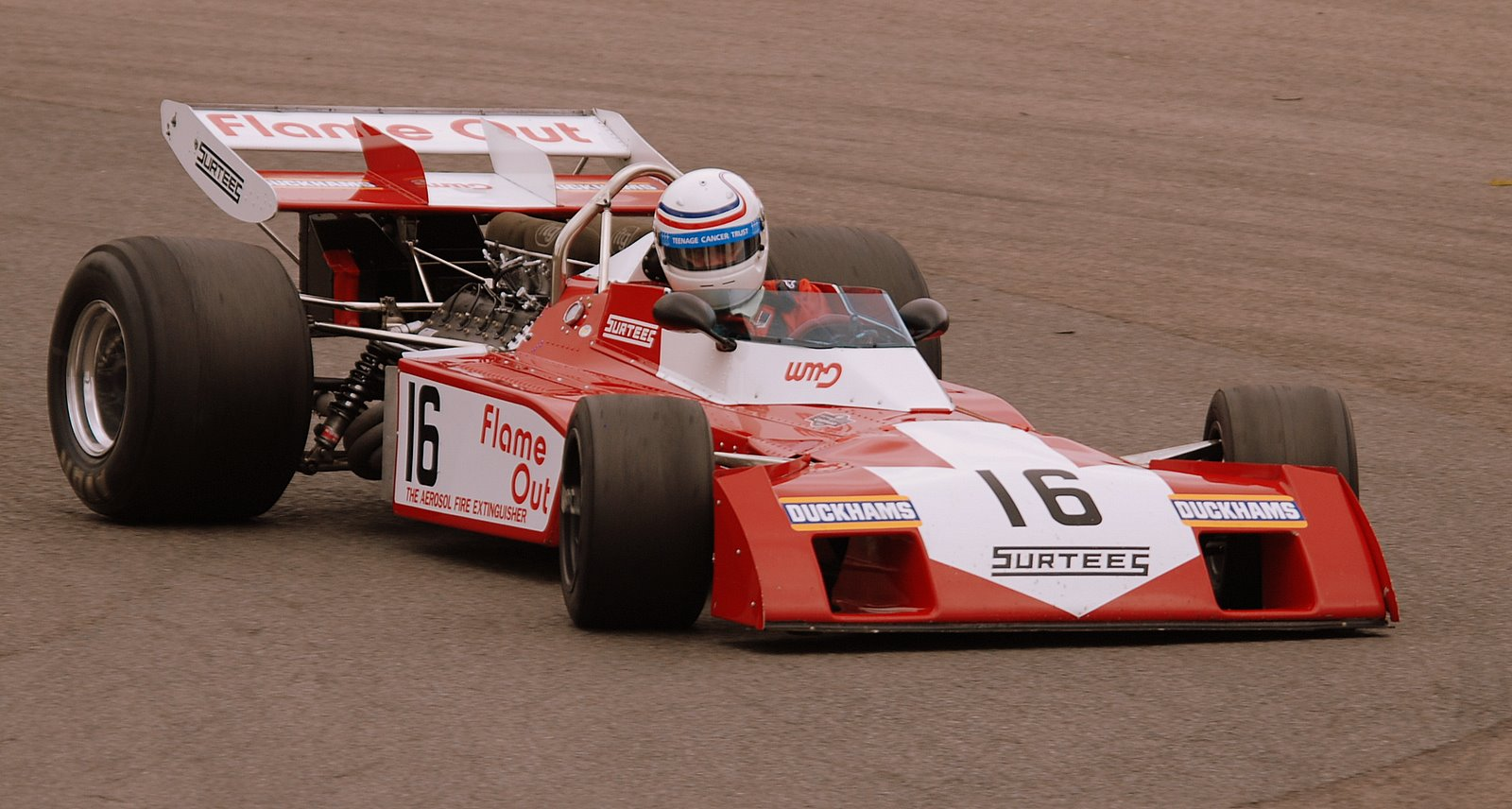
Surtees TS9

1971 ging das Surtees-Werksteam regelmäßig mit zwei, bei einigen Rennen sogar mit drei Autos an den Start. Stammfahrer war neben John Surtees, der hier seine letzte vollständige Formel-1-Saison bestritt, der Deutsche Rolf Stommelen, der von dem Caravanhersteller Eifelland und von auto motor und sport unterstützt wurde. Surtees und Stommelen setzten den neu entwickelten TS9 ein. Beide fuhren im Laufe der Saison jeweils drei Weltmeisterschaftspunkte ein; jeder erzielte einen fünften Platz als bestes Saisonergebnis. Stommelen und Surtees belegten gleichwertig den 18. Rang der Fahrerwertung. Die Zusammenarbeit zwischen Surtees und Stommelen verlief nicht ohne Spannungen. Vor dem Großen Preis von Deutschland kritisierte Stommelen öffentlich die aus seiner Sicht mangelhafte Straßenlage seines TS9, der schlechter sei als das Auto seines Teamchefs. John Surtees fuhr daraufhin auf dem Nürburgring eine Runde in Stommelens TS9 und erreichte dabei in Anwesenheit der deutschen Presse die gleiche Zeit, die er zuvor mit seinem eigenen TS9 gefahren war.
Das dritte Auto vermietete Surtees an wechselnde zahlende Fahrer, die üblicherweise nur ein oder zwei Rennen für das Team bestritten. Hierzu gehörten Brian Redman, Gijs van Lennep, Derek Bell, Mike Hailwood und Sam Posey. Beim Großen Preis der USA wurde der krankheitsbedingt fehlende Stommelen durch Gijs van Lennep und den Formel-1-Neuling Sam Posey ersetzt. Die beiden wechselten sich im Training in einem Wagen ab, wobei letztendlich der schnellere van Lennep am Rennen teilnehmen durfte. Mit Ausnahme von Mike Hailwood, der beim Großen Preis von Italien Vierter wurde und damit das bislang beste Einzelergebnis für das Team Surtees einfuhr, kam keiner der Mietfahrer auf Punkterängen ins Ziel.
Mit Stichting Autoraces Nederland trat beim Großen Preis der Niederlande erstmals ein Kundenteam mit einem Surtees-Chassis an: Gijs van Lennep meldete hier einen TS7, mit dem er als Achter ins Ziel kam.

#### 1972

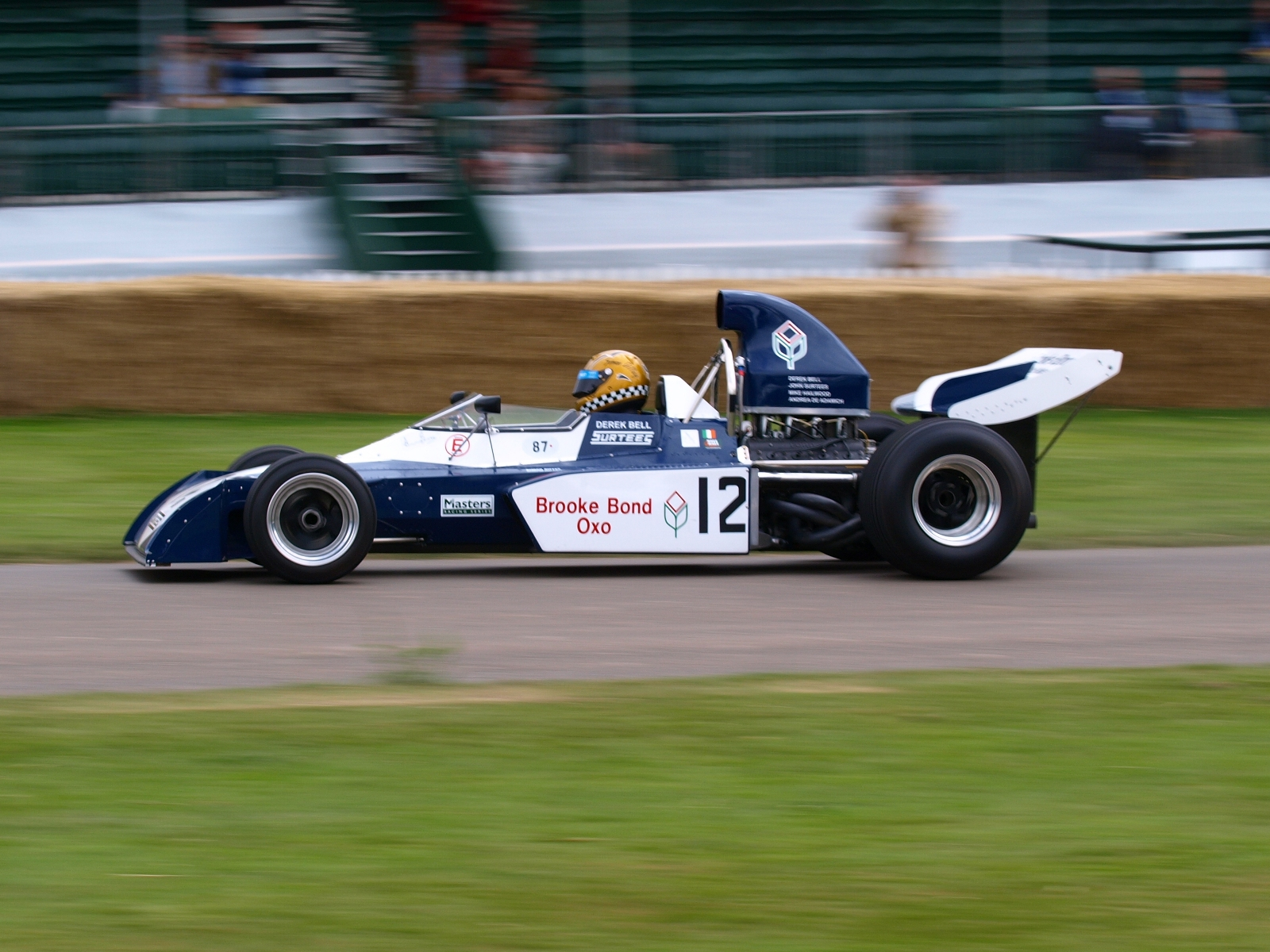
Surtees TS9B

In der Saison 1972 ging Surtees werksseitig zumeist mit drei Chassis an den Start. Stammfahrer waren Tim Schenken und Andrea de Adamich; bei den meisten Rennen setzte das Team darüber hinaus ein Auto für Mike Hailwood ein. Zum Saisonende fuhr außerdem auch John Surtees noch zwei Rennen, sodass in Italien und den USA vier Werks-Surtees starteten. Surtees meldete überwiegend den TS9B, eine überarbeitete Version des letztjährigen TS9. Der TS14, den John Surtees nach dem Weggang seines bisherigen Konstrukteurs Peter Connew selbst entwickelt hatte, erschien dagegen nur bei wenigen Rennen. Schenken und de Adamich kamen jeweils einmal in den Punkterängen ins Ziel, Hailwood viermal. Er erreichte mit dem zweiten Platz beim Großen Preis von Italien das bis dahin beste Ergebnis des Teams in der Formel 1. Am Saisonende belegte Surtees mit 18 Punkten Platz fünf der Konstrukteurswertung. Es stand damit vor March, Matra und Brabham.
Einzelne Wagen wurden auch in dieser Saison an Kundenteams verkauft. Das südafrikanische Team Gunston übernahm einen TS9 für John Love, und beim Großen Preis der USA fuhr Sam Posey einen TS9B für Champcar Inc.

#### 1973

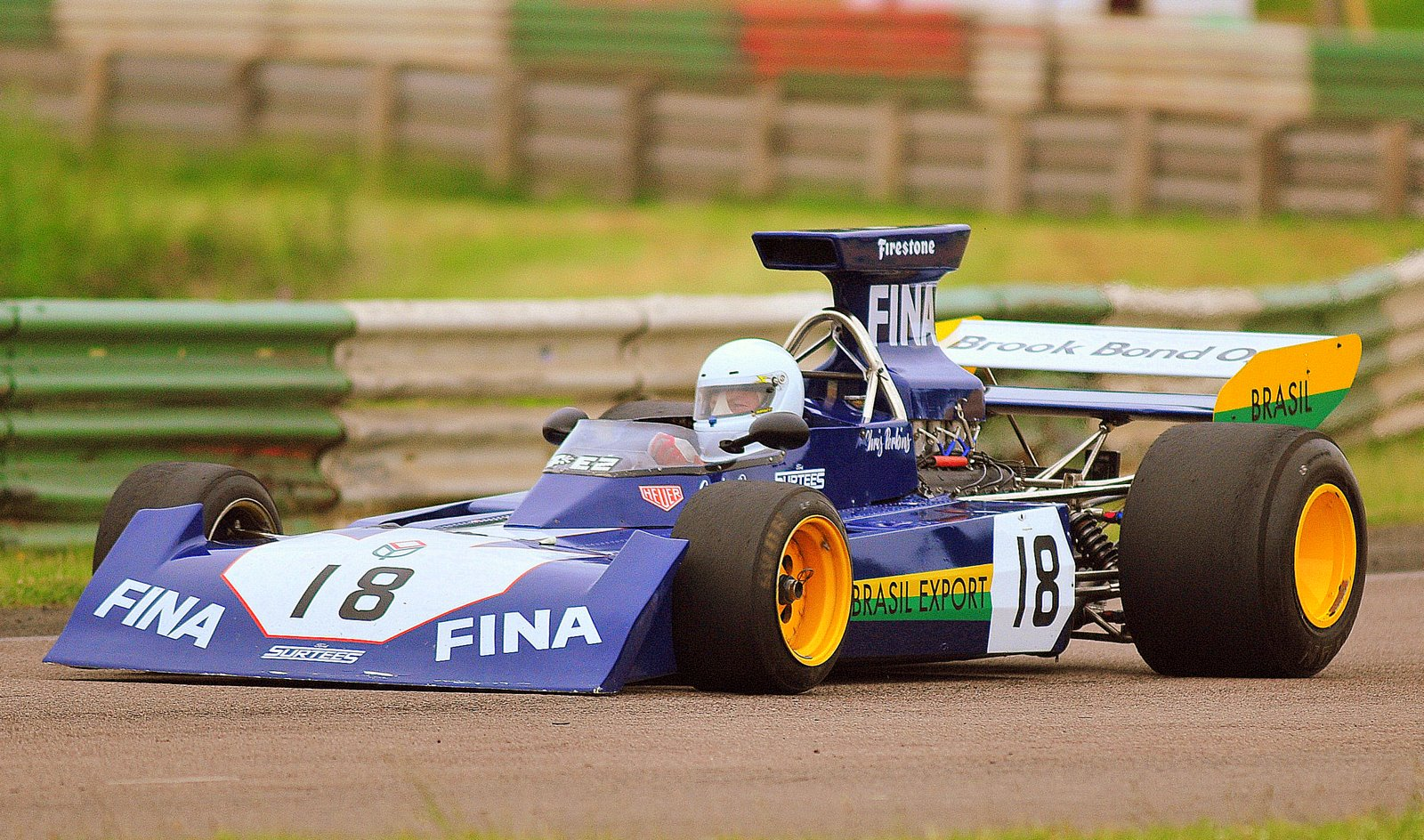
Surtees TS14

Die Automobil-Weltmeisterschaft 1973 war die erste Saison des Teams, in der der inzwischen 39 Jahre alte Gründer John Surtees nicht mehr am Steuer eines seiner Autos saß. Stammfahrer waren Mike Hailwood und José Carlos Pace, die an allen Weltmeisterschaftsläufen teilnahmen. Sie fuhren den TS14 bzw. dessen überarbeiteten Nachfolger TS14B. Beide erreichten nur geringe Erfolge. Es gab vielfach technische Schwierigkeiten, die vor allem auf das schlechte Zusammenspiel der Reifen und des Chassis zurückzuführen waren. Die Reifen entwickelten während der Fahrt so starke Vibrationen, dass wiederholt Aufhängungsteile oder sonstige technische Komponenten durch die Rüttelkräfte beschädigt wurden. Da Surtees’ Lieferant Firestone bereits zum Jahresbeginn die Weiterentwicklung der Reifen eingestellt hatte, gab es im Laufe der Saison keine Verbesserungen mehr. Pace beendete die Hälfte aller Rennen, punktete aber nur zweimal. Sein bestes Ergebnis war der dritte Platz beim Großen Preis von Österreich. Hailwood fiel zu Beginn des Jahres zehnmal hintereinander überwiegend infolge technischer Ursachen aus; in Monaco wurde er allerdings aufgrund der zurückgelegten Distanz gleichwohl (als Achter) gewertet. Bei den fünf Rennen, die er beendete, kam er nie die Punkteränge. Beim Südafrika war Hailwood Opfer eines Unfalls. Der südafrikanische Rennfahrer Dave Charlton kollidierte mit Hailwood. Clay Regazzoni (BRM) prallte in Hailwoods liegen gebliebenen Wagen und zog auch noch Jacky Ickx (Ferrari) in den Unfall hinein. Regazzoni verlor das Bewusstsein, während sein Auto in Flammen aufging. Hailwood eilte sofort zur Hilfe, löste Regazzonis Gurte und zog ihn aus dem Feuer.
Zu Saisonbeginn vermietete Surtees einen TS9 an Andrea de Adamich und an Luiz Bueno, die damit jeweils ein Rennen für das Werksteam bestritten. Adamich wechselte im Anschluss zu Brabham, Bueno erhielt nach seinem Einsatz beim Großen Preis von Brasilien kein weiteres Cockpit in der Formel 1. Im Spätsommer 1973 debütierte der deutsche Rennfahrer Jochen Mass mit finanzieller Unterstützung von Ford bei Surtees. Er bestritt im ersten, bereits im Vorjahr hergestellten TS14 drei Rennen für das Surtees-Werksteam. Sein bestes Ergebnis erzielte er beim Großen Preis von Deutschland, den er als Siebter beendete.
1973 fiel Surtees mit drei Weltmeisterschaftspunkten auf Rang 11 der Konstrukteurswertung zurück. Kundenautos gab es in diesem Jahr nicht.

#### 1974

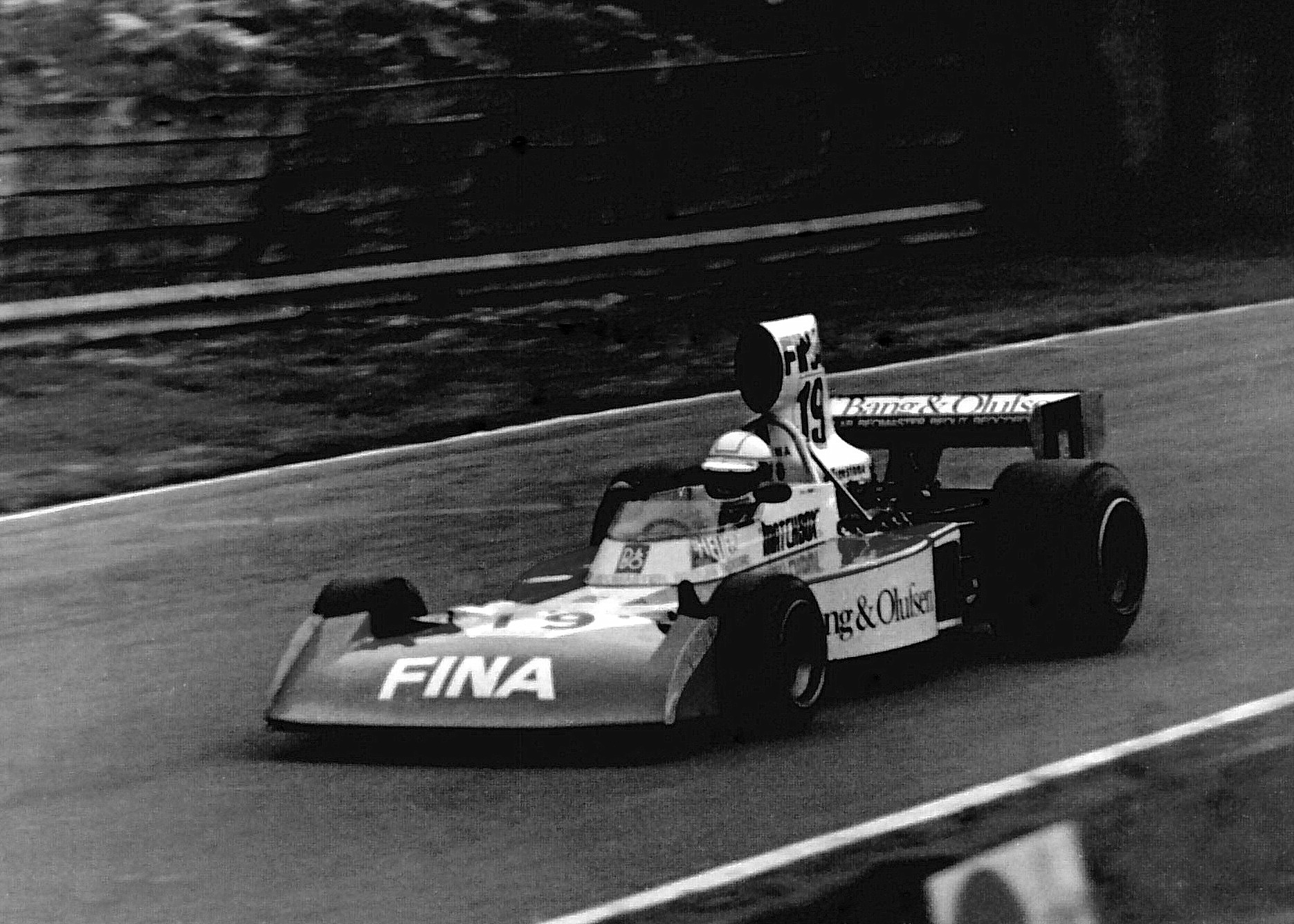
Jochen Mass im Surtees TS16 beim Großen Preis von Großbritannien 1974

Die finanzielle Lage des Teams war zu Beginn der Saison 1974 schwierig. Der Sponsor Brooke Bond Oxo hatte sich im Winter 1973/74 zurückgezogen. Die übrigen Geldgeber Fina und Matchbox kompensierten die Einbußen nur teilweise, und das vorübergehend als Sponsor auftretende Unternehmen Bang & Olufsen beendete seine Unterstützung schon nach wenigen Rennen wieder.
1974 trat Surtees mit dem neu entwickelten TS16 an. Stammfahrer waren zunächst Carlos Pace und Jochen Mass. Beide verließen das Team allerdings während der laufenden Saison, weil sie den TS16 für unsicher hielten. Mass bemängelte außerdem die schlechte Fertigungsqualität der Autos. Nach dem Großen Preis von Schweden kam es zu einer öffentlich geführten Auseinandersetzung zwischen John Surtees und Carlos Pace. Surtees sanktionierte Paces öffentliche Kritik am TS16, indem er seinen Stammfahrer für das kommende Rennen in den Niederlanden nicht starten ließ. Pace wechselte daraufhin für den Rest der Saison zu Brabham, wo er den erfolglosen Rikky von Opel ablöste, und Mass ging zu McLaren. Beide Cockpits wurden mit wechselnden Fahrern nachbesetzt. Paces Auto übernahmen wechselweise José Dolhem und Derek Bell, während das zweite Auto im Herbst 1974 nacheinander von Jean-Pierre Jabouille, José Dolhem und Helmut Koinigg gefahren wurde. Beim Großen Preis von Österreich 1974 meldete Surtees außerdem einmalig ein drittes Auto für Dieter Quester.
Die Ergebnisse des Teams ließen im Vergleich zum Vorjahr nach. Die schwache sportliche Entwicklung war jedenfalls teilweise auf den Reifenlieferanten Firestone zurückzuführen, dessen Rückzug aus der Formel 1 zum Saisonende bevorstand und die Weiterentwicklung seiner Reifen bereits im Vorjahr eingestellt hatte. Mehrere Fahrer waren allerdings auch der Auffassung, dass John Surtees ihre Rückmeldungen nicht hinreichend berücksichtigte und einer Weiterentwicklung des Autos im Weg stand. Insbesondere in der zweiten Saisonhälfte hatten die Fahrer wiederholt Schwierigkeiten mit der Qualifikation. Dolhem, Jabouille und Koinigg konnten sich mehrfach nicht qualifizieren. In diesem Jahr erzielte Surtees wiederum nur drei Weltmeisterschaftspunkte. Carlos Pace fuhr sie bei seinem Heimatrennen in Brasilien ein, wo er als Vierter ins Ziel kam. Surtees lag am Jahresende erneut auf Rang elf der Konstrukteurswertung.
Beim letzten Rennen der Saison in Watkins Glen verunglückte Koinigg tödlich. In der neunten Runde kam er an einer langsamen Stelle von der Fahrbahn ab. Beim Aufprall auf die Leitplanke löste sich dort das untere der drei Stahlbänder aus der Halterung und der Wagen schoss durch die Leitplanke hindurch. Dabei durchtrennte die Unterkante des mittleren, stehen gebliebenen Stahlbandes den Hals des Fahrers. Einige Quellen führen den Unfall auf den Bruch der vorderen Radaufhängung zurück.
Erfolgreich war das Surtees-Werksteam in diesem Jahr nur bei Rennen, die keinen Weltmeisterschaftsstatus hatten. Beim schwach besetzten Grande Prêmio Presidente Medici 1974 in Brasilien wurde Mass Vierter, zwei Monate später beendete er die International Trophy als Zweiter.
Der Finne Leo Kinnunen setzte im Sommer einen Kunden-TS16 für das private AAW Racing Team ein. Er meldete sich zu sechs Rennen, konnte sich aber nur zum Großen Preis von Schweden qualifizieren. In diesem Rennen fiel er nach acht Runden infolge eines Motorschadens aus.

#### 1975

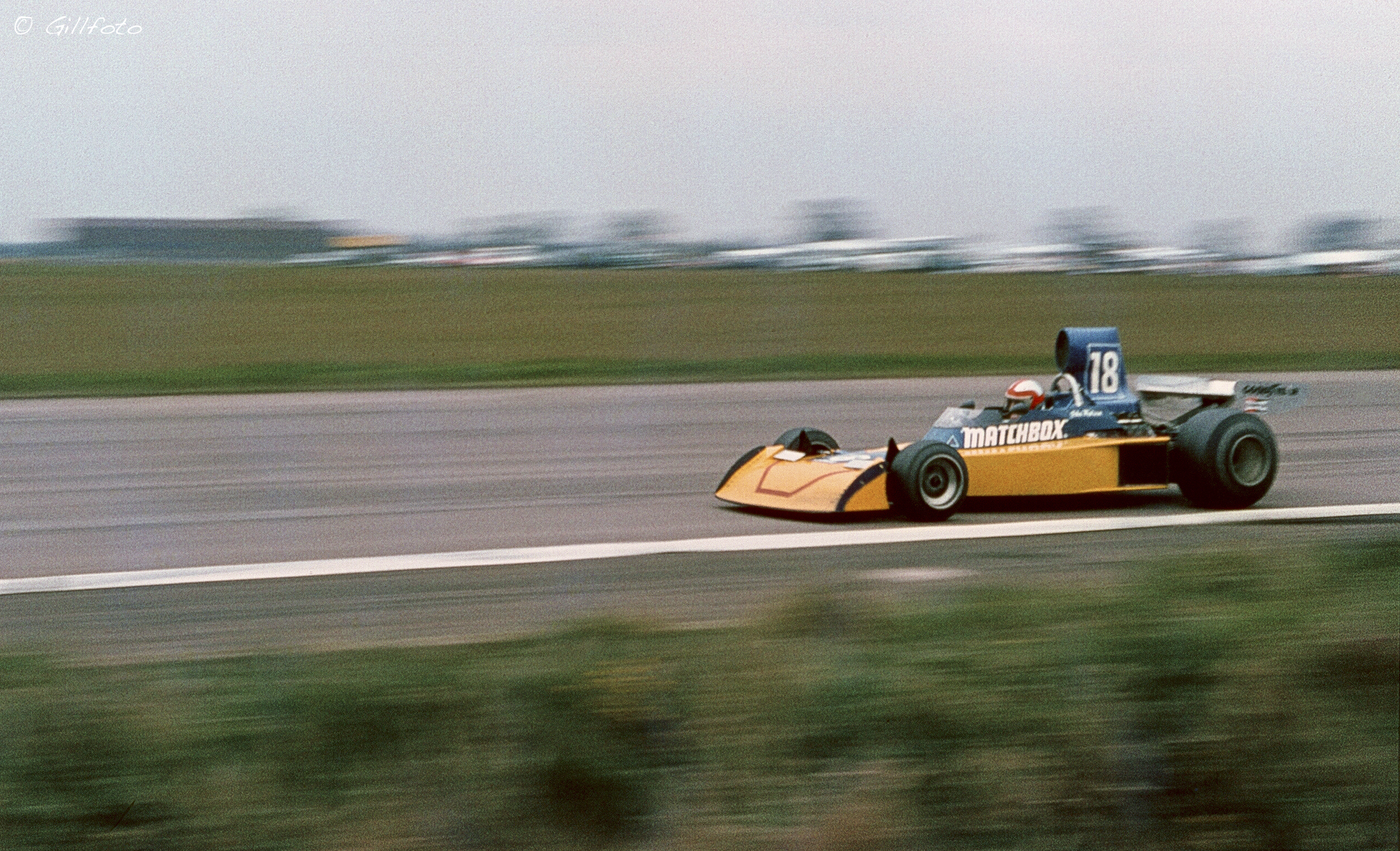
John Watson im Surtees TS16

1975 war die wirtschaftliche Situation des Teams noch schlechter als im Vorjahr. Aufgrund der schwachen sportlichen Leistungen 1974 hatten sich viele Sponsoren zurückgezogen. Matchbox war zwar beim Team geblieben, reduzierte aber die Zahlungen deutlich. Surtees stellte daraufhin für 1975 nur ein sehr kleines Formel-1-Programm auf. Das Team ging nur noch mit einem Wagen an den Start. Als Einsatzfahrzeug diente wie schon im Vorjahr der TS16. Ein neues Auto wurde für 1975 nicht entwickelt; es gab lediglich einige Fahrwerksmodifikationen, um das Auto an die Reifen des neuen Ausrüsters Goodyear anzupassen. Das Auto entwickelte dennoch nur in unzureichendem Maße Grip.
Stammfahrer war John Watson. Der nordirische Rennfahrer kam bei keinem Rennen in den Punkterängen ins Ziel. Nach dem Großen Preis von Großbritannien wechselte Watson für ein Rennen ins Lotus-Werksteam. John Surtees hatte nicht genug Geld, sein Team beim folgenden Weltmeisterschaftslauf in Deutschland an den Start zu bringen, und ließ das Rennen aus. Für den anschließenden Großen Preis von Österreich kehrte Watson noch einmal ins Team zurück, bevor er für den Rest der Saison zu Penske wechselte. Surtees beendete daraufhin die Saisonteilnahme vorzeitig. An den letzten beiden Saisonrennen in Italien und den USA nahm das Team nicht mehr teil.
Beim Großen Preis von Großbritannien setzte Surtees einmalig ein zweites Auto für Dave Morgan ein, der hier sein einziges Formel-1-Rennen bestritt.

#### 1976

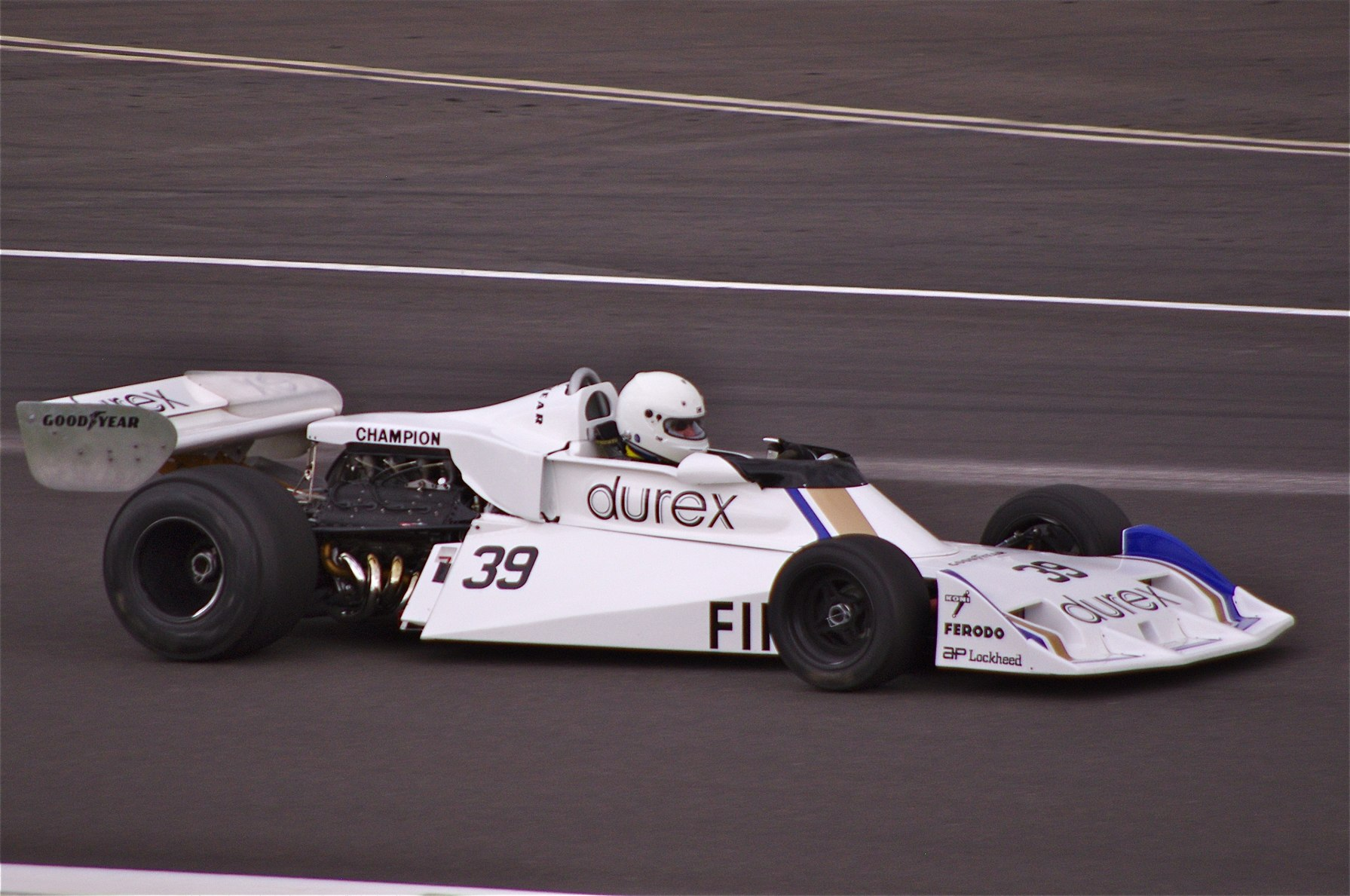
Surtees TS19

In der Saison 1976 erhielt Surtees finanzielle Unterstützung des Kondomherstellers Durex. Zum ersten Mal seit zwei Jahren brachte das Team ein neues Auto heraus. Der TS19 war eine Konstruktion von John Surtees und Ken Sears. 1976 trat Surtees wieder mit zwei Autos an. Stammfahrer waren der US-Amerikaner Brett Lunger und der Australier Alan Jones. Bei einzelnen Rennen wurde Lunger allerdings durch zahlende Fahrer ersetzt. In Schweden fuhr Conny Andersson sein Auto, zum Saisonfinale in Japan übernahm Noritake Takahara den Wagen. Jones qualifizierte sich für jedes Rennen. Er erreichte einen vierten und zwei fünfte Plätze. Die anderen Surtees-Piloten erzielten keine Weltmeisterschaftspunkte. Lunger qualifizierte sich zu zehn Rennen und kam siebenmal ins Ziel. Sein bestes Ergebnis waren zwei elfte Plätze. Takahara fuhr bei seinem Rennen als Neunter durchs Ziel, Andersson hingegen fiel in Schweden vorzeitig aus. Mit insgesamt sieben Punkten belegte Surtees zum Saisonende Platz 10 der Konstrukteurswertung.
1976 traten mehrere Kundenteams mit Surtees-Autos an. Bob Sparshots Team BS Fabrications meldete zu neun Rennen einen TS19 für Henri Pescarolo, der zweimal die Qualifikation verpasste und einen neunten Platz in Österreich als bestes Saisonergebnis erzielte. In Österreich meldete das britische Team Shellsport Whiting einen TS16 für
Divina Galica. Zu einer Rennteilnahme kam es nicht, da Galica die Qualifikation verpasste.

#### 1977

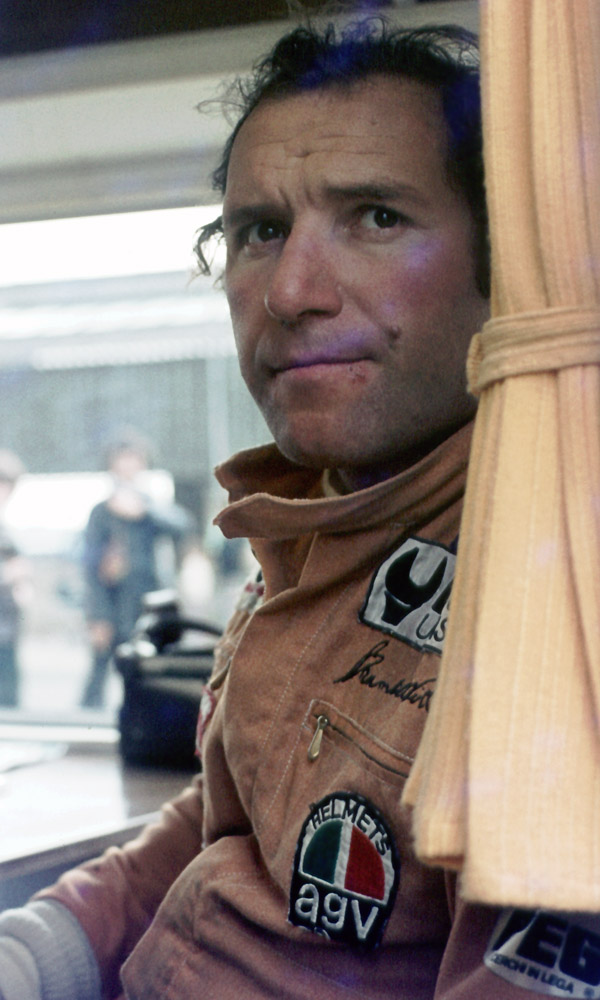
Vittorio Brambilla

Saison 1977 ging Surtees wiederum mit dem TS19 an den Start. Das Auto war inzwischen technisch veraltet. Insbesondere Vergleich zum Lotus 78, dessen Unterbodenaerodynamik die Formel 1 revolutionierte, war der TS19 nicht mehr konkurrenzfähig. Fahrerseitig gab es viel Bewegung. Zwar trat Vittorio Brambilla, der mit Beta Utensili einen weiteren Sponsor ins Team brachte, bei jedem Rennen an. Hans Binder, der als zweiter Stammfahrer verpflichtet worden war, verließ das Team im Sommer nach einem Streit um Sponsorzahlungen, um in der Folgezeit einige Rennen für das mit deutscher Lizenz startende ATS Racing Team zu fahren. Als Ersatz für Binder wurde Larry Perkins verpflichtet. Perkins startete zweimal für Surtees. Zu einem dritten Einsatz in Frankreich kam es nicht. Zwar nahm Perkins in Dijon zunächst noch an den ersten Trainingsläufen teil. Vor Ende des Trainings ersetzte Surtees ihn jedoch durch den Franzosen Patrick Tambay. Der Große Preis von Frankreich war das einzige Rennen, das Tambay für Surtees fuhr. Beginnend mit dem anschließenden Rennen in Großbritannien, übernahm viermal in Folge Vern Schuppan den zweiten Surtees. Für den Großen Preis von Italien gab Surtees den Wagen einmalig an Lamberto Leoni, bevor für die letzten drei Rennen Hans Binder ins Team zurückkehrte. Insgesamt gingen 1977 sechs Fahrer für Surtees an den Start. Erfolgreich war nur Brambilla. Er kam je einmal auf den Plätzen vier, fünf und sechs ins Ziel und fuhr damit sechs Weltmeisterschaftspunkte für das Team ein. Allerdings fuhr Brambilla mit hohem Materialaufwand: In 17 Rennen verursachte er acht Totalschäden an den Cosworth-Motoren. Hinzu kam eine Reihe von Unfällen, die teilweise erheblichen Reparaturaufwand auslösten. John Surtees wollte den Vertrag mit Brambilla im Spätsommer 1977 vorzeitig lösen; Brambillas Sponsor Beta Utensili verlangte aber die Weiterbeschäftigung. Binders bestes Ergebnis für Surtees war der neunte Platz in Spanien. Leoni, Tambay und Perkins scheiterten bei ihren Einsätzen jeweils in der Qualifikation, während Schuppan einen siebten Platz in Deutschland als bestes Ergebnis erreichte. Surtees belegte am Ende Platz elf der Konstrukteurswertung.
1977 war Melchester Racing das einzige Kundenteam, das einen Surtees einsetzte. Der Rennstall meldete einen TS19 für Tony Trimmer zum Großen Preis von Großbritannien. Mit der drittlangsamsten Rundenzeit scheiterte Trimmer hier bereits an der Vorqualifikation.

#### 1978

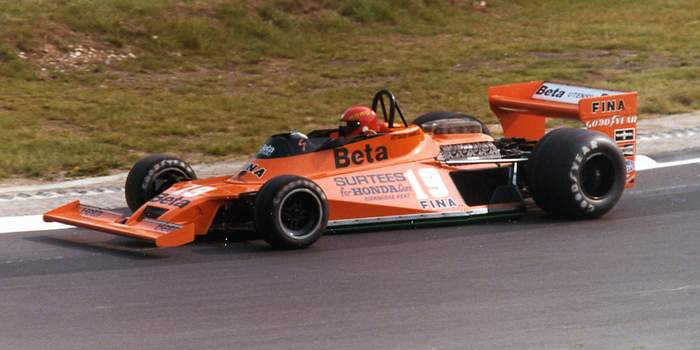
Surtees TS20

Die Saison 1978 war die neunte und letzte für Surtees in der Formel 1. Das Team trat zunächst erneut mit dem TS 19 an. In Monaco debütierte der neu entwickelte TS20, der als erstes Auto des Teams auf den Ground Effect ausgerichtet war. Stammfahrer waren zunächst Vittorio Brambilla und Rupert Keegan. Letzteren wählte Surtees vor allem aus geschäftlichen Gründen aus: Keegans Vater war der Präsident der Fluglinie British Air Ferries. Brambilla und Keegan wurden allerdings im Laufe der Saison ersetzt.
Brambilla scheiterte mit dem alten Auto in Brasilien und mit dem neuen in Monaco an der Qualifikation; abgesehen davon erhielt er für jedes Rennen die Startberechtigung. Beim Großen Preis von Österreich erzielte er mit dem TS20 den einzigen Weltmeisterschaftspunkt des Jahres für sein Team. In Italien erlitt Brambilla einen schweren Unfall. Bei einer Massenkarambolage in der ersten Runde, an der außer ihm noch Hans-Joachim Stuck, Patrick Depailler, Didier Pironi, Derek Daly, Clay Regazzoni und Brett Lunger beteiligt waren, wurde Brambillas Kopf von einem durch die Luft fliegenden Rad getroffen. Durch den Einschlag verlor Brambilla das Bewusstsein. Er erlitt schwere Kopfverletzungen und benötigte nahezu ein Jahr für die Genesung. Für die letzten beiden Rennen der Saison gab Surtees das Cockpit an Beppe Gabbiani, der bei beiden Versuchen an der Qualifikation scheiterte. Rupert Keegan nahm mit dem alten Auto an vier Großen Preisen zu Saisonbeginn teil. Mit dem Wechsel auf den TS20 kam er nicht zurecht. Bei sechs Versuchen mit dem neuen Auto scheiterte Keegan viermal an der Qualifikation. Beim Großen Preis der Niederlande verunglückte Keegan im Training. Infolge von Verletzungen konnte er nicht an den Start gehen. Beim anschließenden Rennen in Italien übernahm Carlo Franchi („Gimax“) den zweiten Surtees, qualifizierte sich aber nicht. Bei den letzten beiden Rennen meldete Surtees René Arnoux für das zweite Cockpit. Im Ergebnis belegte Surtees Platz 13 der Konstrukteurswertung.
In der Winterpause 1978/79 entwickelte Surtees ein neues Auto für die Saison 1979. Bevor das Modell aufgebaut werden konnte, zog sich das Team Surtees allerdings aus dem aktiven Motorsport zurück. Surtees komplettierte noch ein Exemplar des TS20 für die Aurora-AFX-Formel-1-Serie 1979, das hier mit wechselnden Fahrern an den Start gebracht wurde.

### Team Surtees in der Formel 2
Nachdem Surtees mit Ablauf des Jahres 1971 das Werksengagement in der Formel 5000 aufgegeben hatte, wandte sich das Team der Formel 2 zu. Für diese Klasse entwickelte das Unternehmen mit dem TS10 und dem TS15 zwei eigenständige Rennwagen, die es werksseitig in der Formel-2-Europameisterschaft einsetzte und zudem an Kundenteams verkaufte. In der Formel 2 konkurrierte Surtees mit etablierten Herstellern wie March und Brabham.

#### 1972

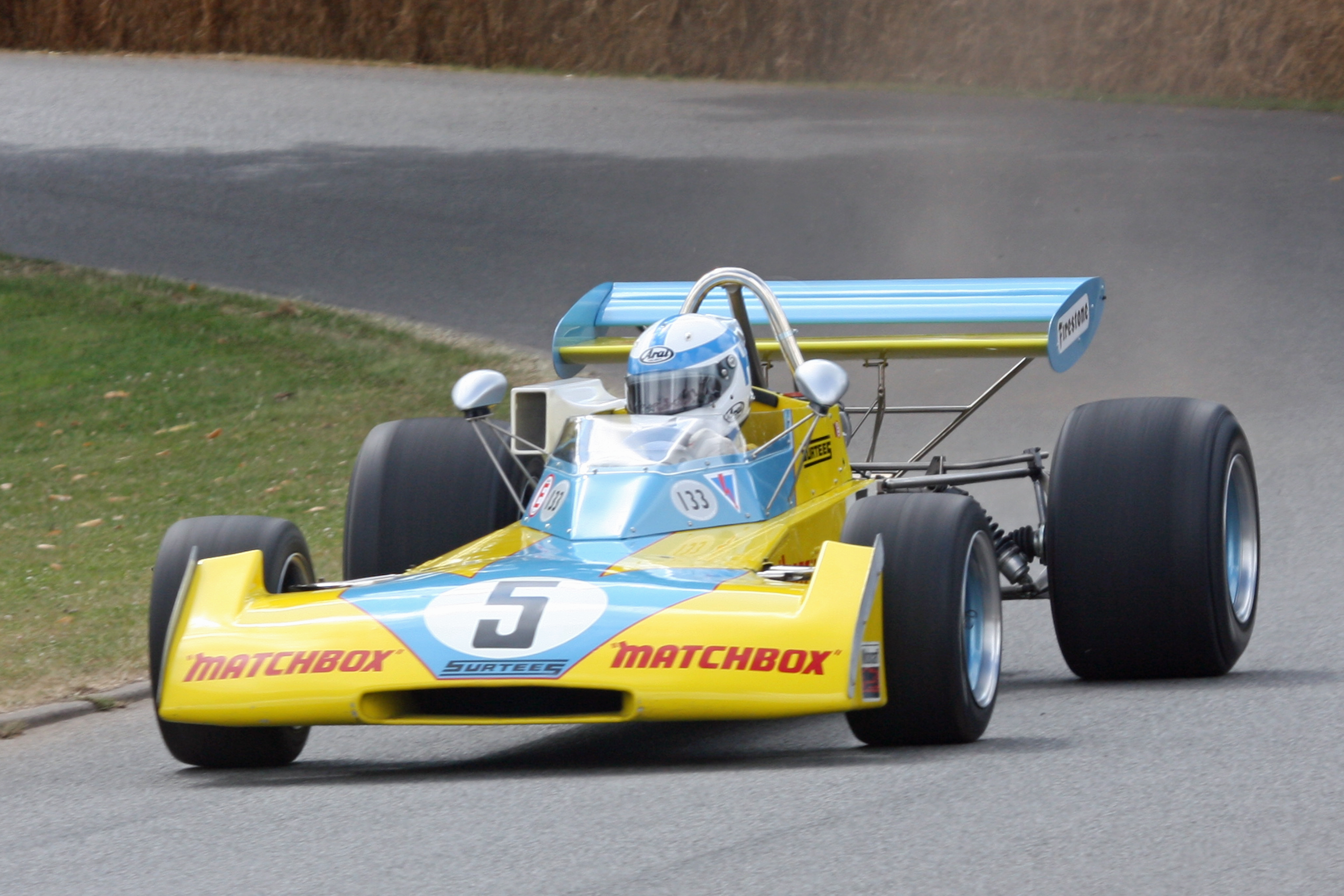
Surtees TS10 (1972)

Der Surtees TS10 war ein „effektiver und zuverlässiger“ Rennwagen, der von einem Ford-Vierzylindermotor mit Hart-Tuning angetrieben wurde. In seiner Debütsaison wurde der T10 ausschließlich vom Surtees-Werksteam eingesetzt; Kundenteams mit Surtees-Chassis gab es nicht. Stammfahrer waren Mike Hailwood, der in diesem Jahr auch für das Werksteam in der Formel 1 antrat, sowie der Argentinier Carlos Ruesch. John Surtees fuhr bei vier Veranstaltungen ein drittes Auto. Bei einzelnen Rennen wurden außerdem Autos für Andrea de Adamich, Dieter Quester, Carlos Pace und José Dolhem gemeldet. Der erfolgreichste Fahrer des Teams war Mike Hailwood. Er beendete zwei Rennen als Sieger, wurde viermal Zweiter und erreichte daneben einige weitere Ergebnisse in den Punkterängen. Mit 55 Punkten wurde er Formel-2-Meister vor Jean-Pierre Jaussaud, der 18 Punkte weniger eingefahren hatte. Nach Abschluss der Meisterschaft gewann Hailwood zwei der drei Rennen der Torneio Internacional de Formula 2 do Brasil 1972.

#### 1973
Für die Formel-2-Europameisterschaft 1973 brachte Surtees den TS15 heraus, der eine Weiterentwicklung des letztjährigen Modells war. Das Unternehmen war wiederum mit einem Werksteam in der Meisterschaft vertreten. Wie im Vorjahr setzte das Team einen Ford-Vierzylindermotor ein. Bemühungen, besonders leistungsfähige Motoren von BMW zu bekommen, blieben erfolglos; BMW ging stattdessen zu Saisonbeginn eine exklusive Verbindung mit dem March-Werksteam ein. Surtees’ Stammfahrer war Jochen Mass. Das zweite Werkscockpit wurde an wechselnde, oft auch regionale Fahrer gegeben, unter ihnen Derek Bell, Torsten Palm, Willy Braillard und José Dolhem. Zu Saisonbeginn war der TS15 nicht zuverlässig, sodass Mass wiederholt ausfiel. Mit dem Swedish Gold Cup begann allerdings eine Erfolgsserie. Mass gewann zwei Rennen, wurde dreimal Zweiter und einmal Dritter. Am Saisonende belegte er mit 41 Punkten Rang zwei der Meisterschaft hinter Jean-Pierre Jarier, der für das March-Werksteam fuhr.
Neben dem Werksteam gab es einige private Rennställe, die 1973 Kundenchassis von Surtees einsetzten. Sie bestritten üblicherweise nicht alle Rennen der Saison. Der erfolgreichste Surtees-Kunde war in diesem Jahr Silvio Moser, der im Vorjahres-TS10 drei Punkte erzielte und Rang 27 belegte.

#### 1974
In der Saison 1974 trat Surtees letztmals mit einem Werksteam in der Formel-2-Europameisterschaft an. Fahrer waren John Watson und José Dolhem. Sie fuhren neu aufgebaute Exemplare des TS15. Watson kam nur beim zweiten Rennen des Jahres, der Deutschland-Trophäe 1974, in die Punkteränge. Hier wurde er Zweiter hinter Hans-Joachim Stuck im Werks-March. Bei den weiteren Meisterschaftsläufen fiel er vielfach vorzeitig aus. Dolhem, der fünf Rennen für Surtees bestritt, wurde beim Festspielpreis der Stadt Salzburg Dritter. Abgesehen davon kam auch er nicht in den Punkterängen ins Ziel. Watson war am Jahresende Elfter der Meisterschaft, Dolhem Vierzehnter.
Neben dem Werksteam erschienen wiederum einige Kundenteams mit Surtees-Chassis. Regelmäßig trat vor allem das von Ron Dennis geleitete und aus Südamerika finanzierte Ortega Ecuador Marlboro Team mit TS15-Fahrzeugen an. Keiner der Fahrer erreichte allerdings Zielankünfte in den Punkterängen.
Ab 1975 wurden keine Surtees-Chassis in der Europäischen Formel-2-Meisterschaft mehr gemeldet. Einige Fahrzeuge gingen allerdings nach Japan, wo sie in der Japanischen Formel-2000-Meisterschaft zum Einsatz kamen.

## Ergebnisse in der Formel 1
| Saison | Fahrer          | Chassis      | Nr. | 1   | 2   | 3   | 4   | 5   | 6   | 7   | 8   | 9   | 10  | 11  | 12  | 13  | 14  | 15  | 16  | 17  | Punkte | Rang |
| ------ | --------------- | ------------ | --- | --- | --- | --- | --- | --- | --- | --- | --- | --- | --- | --- | --- | --- | --- | --- | --- | --- | ------ | ---- |
| 1970   |                 |              |     |     |     |     |     |     |     |     |     |     |     |     |     |     |     |     |     |     | 3      | 8.   |
| 1970   | J. Surtees      | McLaren M7C  |     | DNF | DNF | DNF |     | 6   |     |     |     |     |     |     |     |     |     |     |     |     | 3      | 8.   |
| 1970   | J. Surtees      | Surtees TS7  |     |     |     |     |     |     |     | DNF | 9   | DNF | DNF | 5   | DNF | 8   |     |     |     |     | 3      | 8.   |
| 1970   | D. Bell         | Surtees TS7  |     |     |     |     |     |     |     |     |     |     |     |     | 6   |     |     |     |     |     | 3      | 8.   |
| 1971   |                 |              |     |     |     |     |     |     |     |     |     |     |     |     |     |     |     |     |     |     | 8      | 8.   |
| 1971   | J. Surtees      | Surtees TS9  |     | DNF | 11  | 7   | 5   | 8   | 6   | 7   | DNF | DNF | 11  | 17  |     |     |     |     |     |     | 8      | 8.   |
| 1971   | R. Stommelen    | Surtees TS9  |     | 12  | DNF | 6   | DSQ | 11  | 5   | 10  | 7   | DNS | DNF |     |     |     |     |     |     |     | 8      | 8.   |
| 1971   | M. Hailwood     | Surtees TS9  |     |     |     |     |     |     |     |     |     | 4   |     | 15  |     |     |     |     |     |     | 8      | 8.   |
| 1971   | S. Posey        | Surtees TS9  |     |     |     |     |     |     |     |     |     |     |     | DNF |     |     |     |     |     |     | 8      | 8.   |
| 1971   | B. Redman       | Surtees TS7  |     | 7   |     |     |     |     |     |     |     |     |     |     |     |     |     |     |     |     | 8      | 8.   |
| 1971   | D. Bell         | Surtees TS7  |     |     |     |     |     |     | DNF |     |     |     |     |     |     |     |     |     |     |     | 8      | 8.   |
| 1972   |                 |              |     |     |     |     |     |     |     |     |     |     |     |     |     |     |     |     |     |     | 18     | 5.   |
| 1972   | M. Hailwood     | Surtees TS9B |     |     | DNF | DNF | DNF | 4   | 6   | DNF | DNF | 4   | 2   |     | 17  |     |     |     |     |     | 18     | 5.   |
| 1972   | A. de Adamich   | Surtees TS9B |     | DNF | DNF | 4   | 7   | DNF | 14  | DNF | 13  | 14  | DNF | DNF | DNF |     |     |     |     |     | 18     | 5.   |
| 1972   | T. Schenken     | Surtees TS9B |     | 5   | DNF | 8   | DNF | DNF | 17  | DNF | 14  | 11  | DNF | 7   |     |     |     |     |     |     | 18     | 5.   |
| 1972   | Surtees TS14    |              |     |     |     |     |     |     |     |     |     |     |     | DNF |     |     |     |     |     |     | 18     | 5.   |
| 1972   | Surtees TS14    | J. Surtees   |     |     |     |     |     |     |     |     |     |     | DNF |     | DNS |     |     |     |     |     | 18     | 5.   |
| 1973   |                 |              |     |     |     |     |     |     |     |     |     |     |     |     |     |     |     |     |     |     | 7      | 7.   |
| 1973   | M. Hailwood     | Surtees TS14 |     | DNF | DNF | DNF | DNF | DNF | 8   | DNF | DNF | DNF | DNF | 14  | 10  | 7   | 9   | DNF |     |     | 7      | 7.   |
| 1973   | C. Pace         | Surtees TS14 |     | DNF | DNF | DNF | DNF | 8   | DNF | 10  | 13  | DNF | 7   | 4   | 3   | DNF | DNF | DNF |     |     | 7      | 7.   |
| 1973   | J. Mass         | Surtees TS14 |     |     |     |     |     |     |     |     |     | DNF |     | 7   |     |     |     | DNF |     |     | 7      | 7.   |
| 1973   | L. Bueno        | Surtees TS9B |     |     | 12  |     |     |     |     |     |     |     |     |     |     |     |     |     |     |     | 7      | 7.   |
| 1973   | A. de Adamich   | Surtees TS9B |     |     |     | 8   |     |     |     |     |     |     |     |     |     |     |     |     |     |     | 7      | 7.   |
| 1974   |                 |              |     |     |     |     |     |     |     |     |     |     |     |     |     |     |     |     |     |     | 3      | 11.  |
| 1974   | Carlos Pace     | Surtees TS16 | 18  | DNF | 4   | 11  | 13  | DNF | DNF | DNF |     |     |     |     |     |     |     |     |     |     | 3      | 11.  |
| 1974   | D. Bell         | Surtees TS16 | 18  |     |     |     |     |     |     |     |     |     | DNQ | 11  | DNQ | DNQ | DNQ |     |     |     | 3      | 11.  |
| 1974   | J. Dolhem       | Surtees TS16 | 18  |     |     |     |     |     |     |     |     | DNQ |     |     |     |     |     | DNF |     |     | 3      | 11.  |
| 1974   | J. Dolhem       | Surtees TS16 | 19  |     |     |     |     |     |     |     |     |     |     |     |     | DNQ |     |     |     |     | 3      | 11.  |
| 1974   | J. Mass         | Surtees TS16 | 19  | DNF | 17  | DNF | DNF | DNF | DNS | DNF | DNF | DNF | 14  | DNF |     |     |     |     |     |     | 3      | 11.  |
| 1974   | J.-P. Jabouille | Surtees TS16 | 19  |     |     |     |     |     |     |     |     |     |     |     | DNQ |     |     |     |     |     | 3      | 11.  |
| 1974   | H. Koinigg      | Surtees TS16 | 19  |     |     |     |     |     |     |     |     |     |     |     |     |     | 10  | DNF |     |     | 3      | 11.  |
| 1974   | D. Quester      | Surtees TS16 | 30  |     |     |     |     |     |     |     |     |     |     |     | 9   |     |     |     |     |     | 3      | 11.  |
| 1975   |                 |              |     |     |     |     |     |     |     |     |     |     |     |     |     |     |     |     |     |     | 0      | 14.  |
| 1975   | J. Watson       | Surtees TS16 | 18  | DSQ | 10  | DNF | 8   | DNF | 10  | 16  | DNF | 13  | 11  |     | 10  |     |     |     |     |     | 0      | 14.  |
| 1975   | D. Morgan       | Surtees TS16 | 19  |     |     |     |     |     |     |     |     |     | 18  |     |     |     |     |     |     |     | 0      | 14.  |
| 1976   |                 |              |     |     |     |     |     |     |     |     |     |     |     |     |     |     |     |     |     |     | 7      | 10.  |
| 1976   | B. Lunger       | Surtees TS19 | 18  |     | 11  | DNQ | DNQ | DNF |     | 15  | 16  | DNF | DNF | 10  |     | 14  | 15  | 11  |     |     | 7      | 10.  |
| 1976   | C. Andersson    | Surtees TS19 |     |     |     |     |     |     |     |     |     |     |     | DNF |     |     |     |     |     |     | 7      | 10.  |
| 1976   | N. Takahara     | Surtees TS19 |     |     |     |     |     |     |     |     |     |     |     |     |     |     |     | 9   |     |     | 7      | 10.  |
| 1976   | A. Jones        | Surtees TS19 | 19  |     |     | DNF | 9   | 5   | DNF | 13  | DNF | 5   | 10  | DNF | 8   | 12  | 16  | 8   | 4   |     | 7      | 10.  |
| 1977   |                 |              |     |     |     |     |     |     |     |     |     |     |     |     |     |     |     |     |     |     | 6      | 11.  |
| 1977   | H. Binder       | Surtees TS19 | 18  | DNF | DNF | 11  | 11  | 9   | DNF |     |     |     |     |     |     |     |     | 11  | DNF | DNF | 6      | 11.  |
| 1977   | L. Perkins      | Surtees TS19 | 18  |     |     |     |     |     |     | 12  | DNQ | DNQ |     |     |     |     |     |     |     |     | 6      | 11.  |
| 1977   | P. Tambay       | Surtees TS19 | 18  |     |     |     |     |     |     |     |     | DNQ |     |     |     |     |     |     |     |     | 6      | 11.  |
| 1977   | V. Schuppan     | Surtees TS19 | 18  |     |     |     |     |     |     |     |     |     | 12  | 7   | 16  | DNQ |     |     |     |     | 6      | 11.  |
| 1977   | L. Leoni        | Surtees TS19 | 18  |     |     |     |     |     |     |     |     |     |     |     |     |     | DNQ |     |     |     | 6      | 11.  |
| 1977   | V. Brambilla    | Surtees TS19 | 19  | 7   | DNF | 7   | DNF | DNF | 8   | 4   | DNF | 13  | 8   | 5   | 15  | 12  | DNF | 19  | 6   | 8   | 6      | 11.  |
| 1978   |                 |              |     |     |     |     |     |     |     |     |     |     |     |     |     |     |     |     |     |     | 1      | 13.  |
| 1978   | R. Keegan       | Surtees TS19 | 18  | DNF | DNF | DNF | DNS | DNF |     |     |     |     |     |     |     |     |     |     |     |     | 1      | 13.  |
| 1978   | R. Keegan       | Surtees TS20 | 18  |     |     |     |     |     | DNQ | 11  | DNQ | DNF | DNQ | DNQ | DNQ | DNS |     |     |     |     | 1      | 13.  |
| 1978   | „Gimax“         | Surtees TS20 | 18  |     |     |     |     |     |     |     |     |     |     |     |     |     | DNQ |     |     |     | 1      | 13.  |
| 1978   | R. Arnoux       | Surtees TS20 | 18  |     |     |     |     |     |     |     |     |     |     |     |     |     |     | 9   | DNF |     | 1      | 13.  |
| 1978   | V. Brambilla    | Surtees TS19 | 19  | 18  | DNQ | 12  | DNF |     |     |     |     |     |     |     |     |     |     |     |     |     | 1      | 13.  |
| 1978   | V. Brambilla    | Surtees TS20 | 19  |     |     |     |     | DNQ | 13  | 7   | DNF | 17  | 9   | DNF | 6   | DSQ | DNF |     |     |     | 1      | 13.  |
| 1978   | B. Gabbiani     | Surtees TS20 | 19  |     |     |     |     |     |     |     |     |     |     |     |     |     |     | DNQ | DNQ |     | 1      | 13.  |